# Schacht-Audorf
Schacht-Audorf è un comune di 4 872 abitanti dello Schleswig-Holstein, in Germania.
Appartiene al circondario (Kreis) di Rendsburg-Eckernförde (targa RD) ed è parte della comunità amministrativa (Amt) di Eiderkanal.